# Andorra durant l'edat antiga
La història d'Andorra a l'antiguitat es caracteritza, com bona part de la resta de la història d'aquest estat, pel fet que els canvis socioculturals que es donaven a la resta del territori arribaven lentament i amb tardança a la vall, per mor de l'isolament geogràfic que hi produeix la serralada dels Pirineus. És per això que hi ha molt poques dades de l'Imperi Romà i de la cultura ibèrica a Andorra, si bé és segur que l'Imperi va tenir control efectiu sobre el país. Les fonts de l'època romana porten a pensar que la zona pirinenca que comprèn les actuals comarques de la Cerdanya, l'Alt Urgell i Andorra funcionava com un espai únic i global que els romans valoraven per l'interès estratègic militar i comercial; així, cal situar Andorra en aquest domini com una marca de defensa. L'existència d'una xarxa viària (en la qual trobem la Strata Ceretana, que passava per Iulia Lybica, l'actual Llívia) que travessava els Pirineus de nord a sud va ser l'element que permeté que la vall no romangués al marge de les comarques de l'entorn i que va afavorir l'explotació d'aquest interès militar i comercial.

## Historiografia
El període protohistòric és la gran època fosca de la història d'Andorra, juntament amb el procés de romanització d'aquesta vall: precisament, els primers treballs que tracten d'aquesta època són de la dècada dels noranta. Avui encara hi ha grans incògnites sobre quins van ser els models i ritmes de la romanització i sobre quin substrat cultural es va produir.
A l'escassetat de referències clares que hi ha a les fonts escrites hi cal afegir la manca de jaciments urbans de referència. No obstant això, aquesta tendència s'ha anat invertint en els darrers anys, sobretot a partir del moment en què es va ampliar el camp de recerca, que més modernament s'ha centrat especialment en les formes de l'explotació dels recursos naturals.
Paral·lelament, els estudis recents sobre toponímia antiga i el paleoambient obren noves perspectives de recerca. El major coneixement sobre l'ocupació romana de l'Urgellet i la Cerdanya ha de proporcionar noves eines per entendre millor la romanització a Andorra.
De textos clàssics no se'n conserva més que una font hipotètica, un breu passatge de Polibi de Megalòpolis que esmenta un poble, els andosins, que hom ha relacionat amb els antics andorrans.
Pel que fa a la historiografia moderna, el resultat final ha donat prop d'una trentena de biografies, que se centren en l'àmbit de l'arqueologia i la toponímia.

## Estat de la qüestió

### Conquesta i romanització dels antics andorrans

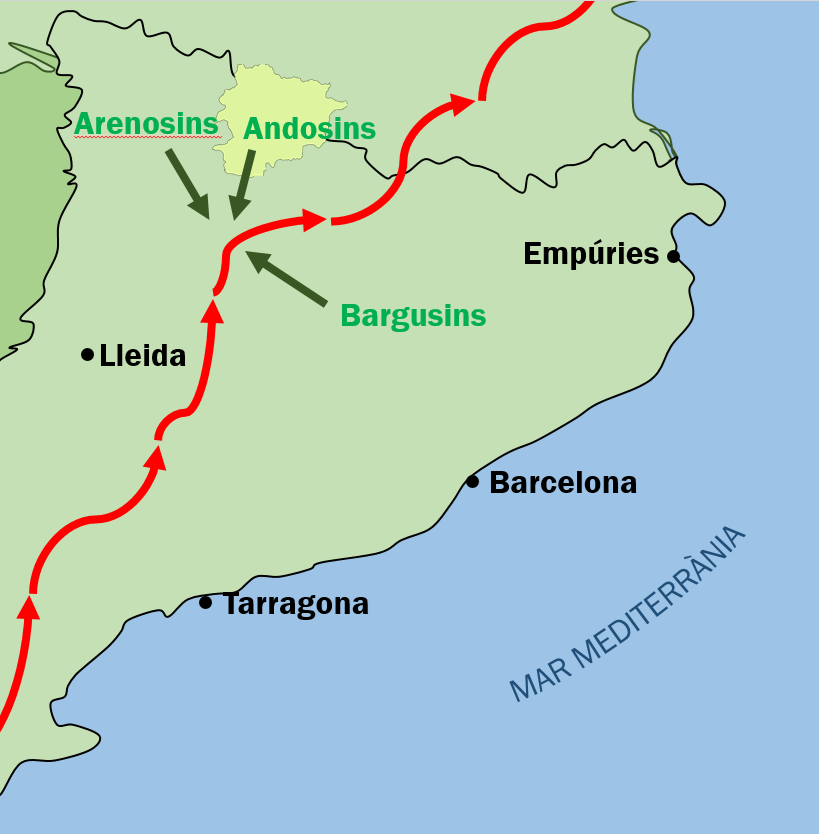
Ruta d'Anníbal (en vermell) en direcció Itàlia i els pobles ibèrics (en verd) que s'hi van oposar en batalla

L'enfrontament entre Roma i els cartaginesos d'Hanníbal per la disputa del domini de la Mediterrània occidental fa evident la importància del Pirineu com a zona de pas i estratègia militar i comercial. L'any 218 aC, a fi d'evitar les zones d'influència de la colònia grega d'Empúries, aliada dels romans, Hanníbal va utilitzar la vall del Segre per travessar els Pirineus de camí a Itàlia. El mateix any, el general Corneli Escipió, al capdavant de l'exèrcit romà, desembarcava a Empúries amb l'objectiu de tallar el proveïment de l'exèrcit d'Hanníbal i controlar els passos pirinencs. És en aquest context que l'historiador grec Polibi de Megalòpolis, en relatar el pas d'Hanníbal pels Pirineus, esmenta els andosins, els airenosis, els ilergets i els bargusis com a part de pobles sotmesos durant la travessa.
| «                     | Després d'haver dut a terme els esmentats preparatius durant l'hivern i d'haver garantit així la seguretat de l'Àfrica i d'Espanya, en ser el dia ficat, avançà amb noranta mil soldats d'infanteria i uns dotze mil de cavalleria. Passà el riu Ebre i sotmeté les tribus dels ilergets, bargusis, aerenosis i andosins fins als Pirineus. | » |
| — Polibi, segle ii aC | |   |

Hom ha volgut identificar els andosins amb els antics andorrans, per la similitud entre els noms. No obstant això, la identificació no és segura i es tracta solament d'una hipòtesi.
Ara bé, sembla que el poble iber va oferir una gran resistència a aquestes invasions. La tendència general a la historiografia actual és de pensar que els pobles celtes o ibers sotmesos foren molt hostils a Roma; tant és així que a les terres celtes hi ha constància d'unions de tribus per fer front a la invasió romana, unions que Juli Cèsar utilitzà intencionadament per a atiar els ànims dels seus i així justificar les guerres d'invasió. Durant el segle xix es varen escriure i fer circular a Europa epopeies heroiques recolzades en aquestes evidències. Eren històries de bàrbars contra romans. La intenció era mostrar un líder celta, ibèric o d'una tribu germànica el coratge, la valentia, la rigidesa, la determinació o la ferotgia d'una nació que es volia construir. Cal englobar dins aquest relat cabdills com Viriat, Guillem de Suïssa, Vercingetòrix, etc.
Malgrat les evidents revoltes ibèriques, els pobles ibèrics foren romanitzats. El procés de romanització comportà, entre d'altres, la incorporació del llatí a la vida quotidiana, que acabà per desplaçar les llengües ibèriques. També significà un regirament del mode de vida anterior: la urbanització cresqué, i es produí un procés de síntesi entre la religió romana i la indígena.

### Restes arqueològiques
Les excavacions arqueològiques mostren la presència d'elements de la cultura material típicament romans a Andorra ja a partir dels segles II i I aC a diversos jaciments de la vall, si bé això no vol dir que els habitants d'Andorra d'aquesta època fossin romans, ans simplement que se servien d'estris que havien obtingut dels romans o après a fabricar dels romans. Els andorrans dels segles II i I aC ja comencen a produir vi a la manera romana al Roc d'Enclar. Les restes demostren que hi havia una granja de vins que formaria part, probablement, d'un mosaic de propietats d'una vil·la situada a la plana de l'Urgellet, on es traslladava el vi per a la seva comercialització.
Els romans, per poder explotar els productes que podia oferir la muntanya, van haver d'administrar el territori dels antics andorrans. Amb aquesta finalitat, Andorra va ser incorporada a l'Strata Ceretana com a camí secundari. De fet, es pot dir que va ser una de les primeres conseqüències de la dominació romana: Roma va millorar immediatament l'Strata Ceretana (també anomenada Strata Confluetana) i això va permetre la circulació de gent i mercaderies fins a Andorra, i el Camp Vermell de Sant Julià de Lòria n'és una prova.
Al Camp Vermell (situat al bell mig del nucli urbà de Sant Julià) les excavacions han revelat la primera tomba romana d'Andorra, que data del segle iii dC, i les restes d'un recinte habitacional força malmès, també romà. També hi ha documentada l'existència d'una altra tomba o cupa romana a l'església de Sant Marc i Santa Maria d'Encamp (situada actualment dins el cementiri comunal d'Encamp), en què es poden observar restes de vi i forats per a les ofrenes. Finalment, hi ha documentats dos forns d'època romana a la Vall del Madriu, a prop del refugi d'Orris de Setut.

## Antiguitat tardana
L'arribada migratòria dels pobles germànics va fer perillar l'Imperi Romà. En un assaig per evitar que avancessin més que no ho havien fet, del 260 fins al 409, Andorra feia part d'un territori fronterer fortificat. Es tractava d'utilitzar els Pirineus com a barrera natural acompanyada de castells que poguessin fer front a l'ocupació dels vàndals, sueus, alans i, finalment, gots. És en aquest context que es construeix al Roc d'Enclar, a Santa Coloma, el Castre d'Enclar. Era un de tants de la línia de torres al peu de passos de muntanya que s'ajuntava a una segona línia de pobles fortificats, situats entre Llívia i la Seu d'Urgell.
Les restes trobades al Castre d'Enclar han revelat la construcció d'unes tres torres endinsades en un habitacle de 5600 m2 de mitjan segle iv i V dC, però que va començar a ser abandonat cap al segle vi. Avui en dia aquest castre no existeix més, i només és possible d'observar les bases de les torres que s'hi varen construir, atès que, arran del segon pariatge, el copríncep episcopal va haver d'enderrocar-lo, probablement com a part de l'acord que establia que cap dels dos coprínceps podia tenir una fortalesa a Andorra.